# Профсоюзная (станция скоростного трамвая)
«Профсою́зная» — станция скоростного трамвая в Волгограде. Своё название получила благодаря одноимённой улице.

## История
Станция открыта 1 декабря 2011 года в составе второй очереди строительства.

## Техническая характеристика
Станция по конструкции является колонной мелкого заложения, глубина заложения — 14 метров. Является самой глубокой станцией на линии скоростного трамвая.
Вдоль всей платформы размещены служебные помещения, которые связаны при помощи балконов, входящих в центральный пролет.
Станция имеет один подземный вестибюль, оборудованный двумя эскалаторами, работающие на подъём в определённое время. Из вестибюля пассажиры попадают в подземный переход, связывающий две стороны улицы Рабоче-Крестьянской. В нескольких минутах ходьбы от станции расположены Ворошиловский Торговый Центр (ВТЦ) и сквер имени Саши Филиппова.

## Оформление
Станция отделана белым мрамором и серым гранитом.